# جمشید معانی
جمشید معانی ملقب به سماءالله در سال ۱۹۶۴ میلادی ادعای پیامبری کرد. معانی ایرانی الاصل و ساکن اندونزی بود. او چندین طرفدار در پاکستان و یک طرفدار به نام جان کارِه (John Carre) در آمریکا داشت. کاره ساکن شهر ماریپوزا در ایالت کالیفرنیا بود و به علت طرفداری از چارلز ریمی از جامعه بهائی طرد شده بود. کاره در ابتدا به حمایت از معانی برخاست، و با تبلیغ و دعوت بهائیان تصمیم به گسترش ایده‌های او گرفت. اما پس از مدت چهار ماه همنشینی با معانی، از عقیده خود برگشت، و منکر وی گردید. معانی به ایران بازگشت و کاره تمامی ارتباط خود را با او قطع کرد.